# Grumman XTB2F
Grumman TB2F là một dự án máy bay thả ngư lôi hai động cơ đã bị hủy bỏ, được dự định trở thành máy bay kế nhiệm của TBF Avenger. Tuy nhiên, chỉ có một mô hình được chế tạo.
Năm 1944, trong Chiến tranh thế giới thứ hai, các tàu sân bay lớp Midway được chế tạo và Grumman đã cố gắng thiết kế một máy bay thả ngư lôi mới để vận hành trên các tàu sân bay đó. Tuy nhiên, người ta sớm quyết định rằng trong số những khó khăn khác, sẽ không thực tế nếu triển khai máy bay hai động cơ với kích cỡ này từ một tàu sân bay, do đó kế hoạch đã bị gác lại.

## Tính năng kỹ chiến thuật
Dữ liệu lấy từ A Tracker Before Its Time?
Đặc tính tổng quát
- Kíp lái: 3
- Chiều dài: 52 ft 0 in (15,85 m)
- Sải cánh: 74 ft 0 in (22,56 m) (cánh gập: 36 ft 0 in (10,97 m))
- Chiều cao: 17 ft 0 in (5,18 m)
- Trọng lượng cất cánh tối đa: 43.937 lb (19.929 kg)
- Sức chứa nhiên liệu: 1.960 Gallon
- Động cơ: 2 × Pratt & Whitney R-2800-22 Double Wasp kiểu động cơ piston bố trí tròn, 2.100 hp (1.600 kW)  mỗi chiếc

Hiệu suất bay
- Vận tốc cực đại: 271 kn; 502 km/h (312 mph)
- Vận tốc tắt ngưỡng: 62 kn; 114 km/h (71,1 mph)
- Trần bay: 31.600 ft (9.600 m)

Vũ khí trang bị

- Súng: 

  - 1× pháo 75 mm và 8× súng máy.50 in (12.7 mm)
- Bom: 1× ngư lôi Mark 13 hoặc 3.500 lb (1.600 kg) bom hoặc mìn